# Ptghavan
Ptghavan là một đô thị thuộc tỉnh Tavush, Armenia. Dân số ước tính năm 2011 là 885 người.